# 香港駐雅加達經濟貿易辦事處
香港駐雅加達經濟貿易辦事處（英語：Hong Kong Economic and Trade Office (Jakarta)，縮寫為），簡稱香港駐雅加達經貿辦、駐雅加達經貿辦或駐雅加達辦，是香港特別行政區政府駐印尼的官方機構，辦公地點位於雅加达特區南雅加达行政市，是港府在东南亚設立的第二個辦事處。在2016年開幕時，原本由駐新加坡經貿辦統籌的香港與东南亚国家联盟政策由駐雅加達經貿辦接管，駐雅加達經貿辦現時更負責監督駐新加坡經貿辦及駐曼谷經貿辦的工作。

## 歷史
东南亚国家联盟在2010年代初開始經濟起飛，亦取代日本及美国成為香港的第二大商品貿易伙伴。與此同時，駐新加坡經貿辦的工作日益繁重，港府因應一带一路開發新興市場的方針及考慮到东盟的總秘书处位於雅加达，逐於2010年代在計劃雅加達設立經貿辦，負責統籌及監督港府所有东盟政策及方針，計劃同時將駐新加坡經貿辦亦將部分工作轉移至駐雅加達經貿辦，並在駐新加坡經貿辦設立工作小組負責新經貿辦的籌備工作。
香港駐雅加達經貿辦臨時辦公室搶先在2016年6月13日開始運作，以加快建立商貿網絡和設立永久辦公室的工作，而首任處長杜彭慧儀在同年9月13日上任後，駐新加坡經貿辦的相關工作亦正式移交至駐雅加達經貿辦。在2017年7月25日，財政司司長陳茂波特意前往雅加達，與杜彭慧儀一同為駐雅加達辦的永久辦公室揭幕。及後，港府為了加強對東南亞國家的聯繫及開發南亚國家的潛在商貿機會，在2019年2月在曼谷設立駐曼谷經貿辦，並接受駐雅加達經貿辦的監督。

## 職能

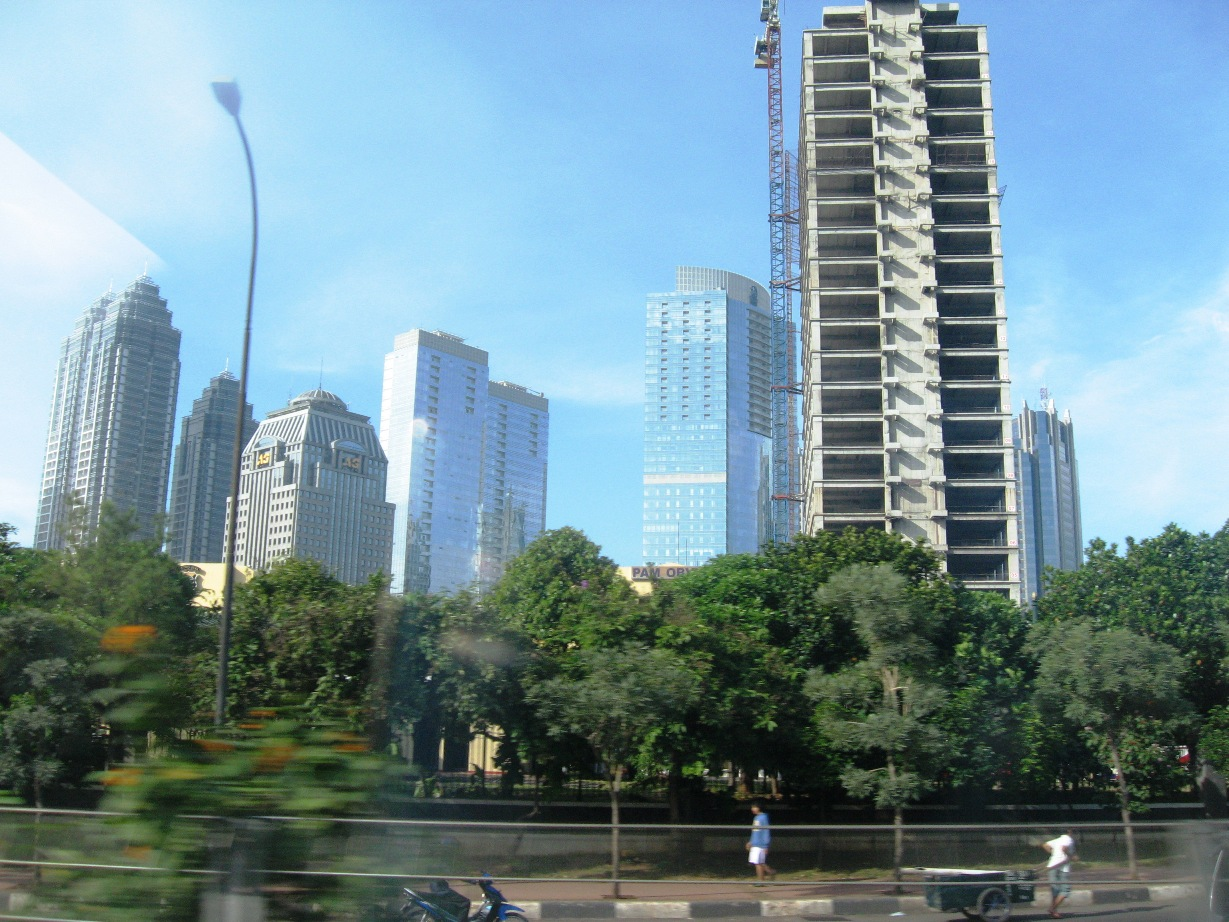
香港駐新加坡經濟貿易辦事處位於南雅加达行政市

香港駐雅加達經貿辦於2016年設立，是香港特別行政區政府設在印尼的官方代表機構，處理香港與东南亚国家联盟、印尼、马来西亚、文莱及菲律宾的關係。雖然它並非是港府在东南亚設立的第一個辦事處，但現時香港對东盟的政策方針由此經貿辦統籌及監督，即駐新加坡經貿辦及駐曼谷經貿辦均需向駐雅加達經貿辦匯報工作。駐雅加達經貿辦的主要職責是致力與东盟及四個管轄國家的各級機關及機構加強聯繫，以促進香港與當地的雙邊經濟及貿易關係。同時，經貿辦亦處理香港與東盟及管轄國家在社會及文化等方面的雙邊事務，並在每年都積極舉辦及參與推廣香港的活動。

## 處長列表
由於印尼的伊斯兰文化與香港文化大相逕庭，而當地恐怖活动亦相對活躍，故處長一職在香港官場上無人問津。因此，香港駐雅加達經貿辦在2016年6月13日啟用時處長一職懸空，首任處長杜彭慧儀延至同年9月13日才正式上任，而現時處長一職由鄭青文在2024年1月起擔任。
1. 杜彭慧儀（任期：2016年9月13日至2018年11月2日）[2][4][8][9]
2. 羅建偉（任期：2018年12月3日至2022年9月）[8][10][11]
3. 李湘原（任期：2023年9月至2023年11月）[12][13]
4. 鄭青文（任期：2024年1月30日至今）[14][15][16]

## 外部連結
- 香港駐雅加達經濟貿易辦事處（页面存档备份，存于）
- 香港境外辦事處（页面存档备份，存于）
- 香港駐雅加達經濟貿易辦事處的X（前Twitter）
- 香港駐雅加達經濟貿易辦事處的Instagram帳戶